# Illustrazione

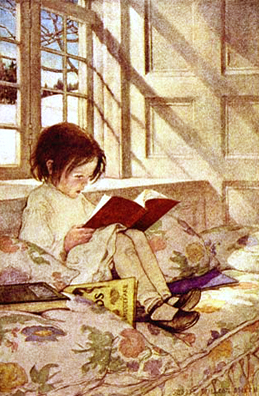
Un’illustrazione di Jessie Willcox Smith.

L'illustrazione è una rappresentazione visiva che può avere la forma di un disegno, un dipinto, una fotografia o altra tecnica. In genere viene usata in editoria per accompagnare un testo scritto o per ornarlo visivamente, ma può essere anche decorativa o usata in pubblicità e come base per storyboard di film e animazioni.

## Storia
L'illustrazione è una forma d'arte molto antica. Gli egizi disegnavano immagini religiose su papiro. L'introduzione della pergamena, fatta con pellame di vitello o altro animale conciato, permise fin dall'epoca romana di disegnare su libri che in principio erano sotto forma di rotolo. L'invenzione del codice, ossia del libro rilegato, facilitò la lettura e aprì nuovi orizzonti all'illustrazione con la tecnica della miniatura. La parola deriva dal minio, un ossido misto di piombo(II) e piombo(IV) di colore rosso con cui si scrivevano solitamente le iniziali dei testi. L'avvento del Cristianesimo permise una notevole diffusione di questo tipo di tecnica illustrativa, realizzata con colori a tempera e sovente decorata con parti in foglia d'oro. La Chiesa cattolica considerava l'uso delle immagini una forma didattica di apprendimento dei Testi sacri e né incoraggiò l'uso. Le miniature medievali si espansero dalle prime lettere capitali, ossia le lettere introduttive del testo, ai bordi delle pagine o alle pagine intere. Erano solitamente realizzate nell'ambiente monastico.
Successivamente, con la maggiore secolarizzazione della società, le miniature riempirono anche libri di preghiere privati, opere scolastiche, erbari, carte da gioco. I costi di questo tipo di produione erano tuttavia elevati, fino all'introduzione della carta, arrivata in Europa dalla Cina grazie agli arabi attorno all'XI secolo. L'abbassamento dei prezzi permise una maggiore diffusione di testi e illustrazioni; queste ultime erano stampate all'inizio con il metodo della xilografia, ossia l'incisione su legno, e realizzate separatamente dallo scritto.

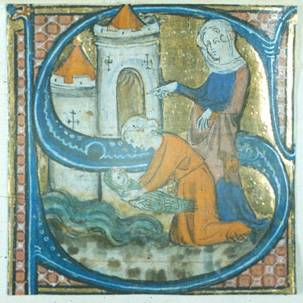
Una miniatura raffigurante un capilettera S, tratta dal breviario dell'Abbazia di Chertsey, XIV secolo.

L'invenzione della stampa, alla fine del XV secolo, allargò ulteriormente il mercato del libro, che ora si avvaleva anche di incisioni su rame. Rispetto alla xilografia il rame permetteva al disegnatore di ottenere tratti più fini e dettagliati. Durante il XVI secolo sia i libri religiosi, in special modo le cosiddette Bibbie dei poveri, sia quelli destinati al mercato privato si arricchirono di illustrazioni, che erano sempre stampate separatamente al testo. In seguito, per un paio di secoli, quest'arte conobbe un momentaneo declino.
I primi giornali e gazzette si diffusero in Europa nel XVII secolo. Giornali satirici e periodici di moda si avvalsero di illustrazioni a stampa, dapprima in bianco e nero, poi a colori; erano destinati solitamente a un pubblico adulto. Furono l'Ottocento e il romanticismo a rilanciare l'illustrazione sia per gli adulti sia per l'infanzia.
Il XIX secolo è il periodo più importante per il libro illustrato. In Inghilterra in particolare una fiorente scuola di illustratori e incisori realizzò splendide e delicate immagini in stile vittoriano, mentre le tecniche di stampa si affinarono ulteriormente. Intanto nasceva la fotografia, che costituì un nuovo, pericoloso concorrente per disegnatori e pittori. Lo sviluppo della pubblicità aprì il campo del manifesto illustrato, su cui si esercitarono numerosi e famosi artisti.
Al giorno d'oggi, a parte la letteratura per l'infanzia, non si producono più libri illustrati per adulti, eccezion fatta per l'immagine di copertina. Da una parte ciò permette maggiore libertà agli illustratori, che possono scegliere gli stili che preferiscono e realizzare vere e proprie opere d'arte; dall'altra si è verificata una notevole restrizione del mercato, anche nel mondo pubblicitario. Ormai le agenzie realizzano i layout - i bozzetti del progetto un tempo fatti a mano - al computer, utilizzando la fotografia in modo massiccio.

## Tecniche e supporti
Le tecniche pittoriche dell'illustratore sono le più svariate e dipendono anche dal tipo di scuola su cui il disegnatore si è formato. Esistono infatti scuole italiane, francesi, inglesi, giapponesi, statunitensi, ecc. Tra le tecniche principali si ricordano: acquerelli, tempere, colori acrilici, chine, matite o gessetti, aerografo, senza dimenticare l'incisione. Dall'illustrazione è solitamente esclusa la tecnica della pittura ad olio poiché questa tecnica asciuga con molta lentezza. Bisogna sapere la reazione che possono avere i supporti alle varie tecniche. Il supporto è la base su cui si lavora. Può essere di carta e cartone, sia lisci che ruvidi, ma anche di legno, tela, fibra di sacco e tutti i materiali sensibili al colore. Negli ultimi anni si è particolarmente sviluppato il graphic design, che permette di realizzare il lavoro parzialmente o interamente al computer.

## La professione di illustratore
L'illustratore è un autore visivo. La legislazione include la sua attività tra quelle che fruiscono delle tutele del diritto d'autore, essendo l'illustrazione il risultato dell'invenzione intellettuale e del dominio delle tecniche necessarie.
L'illustratore, nel suo lavoro, necessita dell'accesso a un fornito archivio di immagini, perché può essergli chiesto di disegnare ogni tipo di elemento, da una ruota dentata a una figura umana, da un panorama a un animale. Esistono illustratori specializzati, ad esempio quelli che creano automobili o motociclette per le pubblicazioni sportive. Tuttavia una casa editrice di testi scolastici potrebbe aver bisogno, per esempio, di inventare una storia in cui il piccolo Mario si alza, fa colazione, va a scuola in bicicletta, mangia coi compagni, studia, guarda la tv, va allo zoo e alla sera va a letto. Il tutto ambientato in Francia. Verranno quindi richieste abitazioni, ambienti, fisionomie e così via: aspetti che comportano un considerevole lavoro di ricerca.
La raccolta dei lavori di un illustratore o visualizer, da lui utilizzati per documentare la propria abilità e le proprie competenze prende il nome di portfolio.